# Унгенски район
Унгенски район е район в централната част на Молдова с административен център Унгени. Районът граничи с Румъния. Населението на Унгенския район е 110 000, а площта му 	1,083 km2.